# Elecciones parlamentarias de Croacia de 2020
Las elecciones parlamentarias croatas de 2020 se realizaron el 5 de julio de 2020. Fueron las décimas elecciones parlamentarias desde las primeras elecciones multipartidistas en 1990 y eligieron a los 151 miembros del Parlamento croata. 140 miembros del Parlamento fueron elegidos de distritos electorales geográficos en Croacia, tres diputados fueron elegidos por la diáspora croata y ocho diputados procedieron de las filas de ciudadanos registrados como pertenecientes a cualquiera de las 22 minorías nacionales reconocidas constitucionalmente.
Durante abril de 2020, hubo una especulación generalizada de los medios de que la elección se convocaría antes de lo planeado originalmente, debido a la incertidumbre creada por la pandemia aún en curso de la enfermedad por coronavirus 2019 (COVID-19). Es decir, a pesar de que la propagación del virus había sido controlada en ese momento, aún persistía el temor de que el número de casos infectados pudiera comenzar a aumentar una vez más en otoño y que esto podría, por lo tanto, impedir o incluso prevenir la retención. de la elección. Por lo tanto, varios miembros prominentes de la Unión Democrática Croata (HDZ) – el partido principal en la coalición gobernante, (incluido el presidente del Parlamento Gordan Jandroković) expresaron su apoyo a la propuesta de que las elecciones se celebrasen durante el verano. Además, a principios de mayo, varias fuentes del Partido gobernante y del Socialdemócrata (SDP) declararon que el parlamento podría ser disuelto a mediados de mayo, con las elecciones en curso. a finales de junio o principios de julio. El 14 de mayo de 2020, el primer ministro Andrej Plenković confirmó que el gobierno había llegado a un acuerdo con la oposición parlamentaria sobre la celebración de elecciones anticipadas y la disolución del parlamento tuvo lugar el 18 de mayo. Esto implicaba que el presidente Zoran Milanović, tuvo que convocar formalmente las elecciones a más tardar el 17 de julio de 2020.
En las elecciones se esperaba que la coalición de centroderecha gobernante, se enfrentase a su principal contrincante político, que es la Coalición popular de de centroizquierda presidida por su líder Davor Bernardić, esta coalición está liderada por miembros del SDP y seguida por partidos minoritarios de centroizquierda (Partido Campesino Croata, la Alianza Cívico-Liberal, el Partido de los Pensionistas de Croacia, etc). Además, las encuestas de opinión realizadas hasta mayo de 2020 habían demostrado que una coalición conservadora liderada por el candidato presidencial de 2019, Miroslav Škoro, que consiste en el Movimiento por la Patria de Škoro y los partidos de la coalición de soberanos croatas podía convertirse en el tercer grupo más grande del parlamento, mientras que el Puente de Listas Independientes de centroderecha (MOST), que terminó en un fuerte tercer lugar tanto en 2015 y las elecciones de 2016 , y que apoyaron la campaña presidencial de Škoro, podrían reducirse al papel de un partido parlamentario menor.
También era posible que la coalición existente de Škoro pudiese expandirse aún más para incluir varios partidos más pequeños de centro derecha a derecha.

## Antecedentes
En las elecciones parlamentarias anteriores, celebradas el 11 de septiembre de 2016, la Unión Democrática Croata (HDZ) de centroderecha ganó una pluralidad de escaños, recibiendo 61 diputados en el parlamento, mientras que la Coalición Popular de la oposición ganó 54 escaños. Por lo tanto, el presidente de HDZ, Andrej Plenković, comenzó a hablar sobre la formación de una mayoría gobernante con el partido MOST, el tercer partido más grande, y también comenzó a hablar con parlamentarios que representan a las minorías nacionales. Mientras tanto, como resultado de la derrota de su coalición, el presidente del SDP (y candidato a primer ministro de la Coalición Popular), Zoran Milanović, anunció su retirada de la política. Unas semanas después de las elecciones, HDZ y MOST concluyeron con éxito sus conversaciones de coalición y acordaron formar un gobierno que dependería del apoyo externo de los 8 miembros del Parlamento que representan a las minorías nacionales. Como resultado, el 10 de octubre de 2016, Plenković presentó 91 firmas de apoyo de los parlamentarios a la presidenta Kolinda Grabar-Kitarović y, por lo tanto, ella le otorgó un mandato de 30 días (que expira el 9 de noviembre de 2016) para formar un gobierno. Posteriormente, el Parlamento se reunió formalmente el 14 de octubre de 2016 con el intento de elección del presidente de MOST como primer ministro, Božo Petrov, mientras que una votación parlamentaria celebrada el 19 de octubre de 2016 confirmó la propuesta de gabinete de Andrej Plenković por una votación de 91 a favor, 45 en contra y 3 abstenciones. Por lo tanto, Plenković se convirtió en el duodécimo primer ministro de Croacia, mientras que su gabinete se convirtió en el decimocuarto en ocupar el cargo desde la primera elección multipartidista en 1990, mientras que Croacia todavía era una república constituyente de la RFS Yugoslavia.
La mayoría abandonó la coalición gobernante en abril de 2017, en medio de un desacuerdo con el HDZ sobre la supuesta retención de información del Ministro de Finanzas Zdravko Marić sobre irregularidades financieras en Agrokor, una de las empresas más grandes de Croacia, que había provocado una crisis debido a que Agrokor no estaba capaz de pagar sus préstamos. Por lo tanto, como el gobierno liderado por HDZ se quedó sin una mayoría parlamentaria clara (y una moción de censura de Marić solo se evitó por un voto dividido de 75-75 en el Parlamento), la posibilidad de una elección anticipada (la tercera en 18 meses) aumentó considerablemente durante mayo de 2017. Sin embargo, en junio, el gobierno de Plenković logró recuperar una mayoría parlamentaria al formar un nuevo gabinete, que incluía a miembros de partidos de la centroizquierda, como el Partido del Pueblo Croata – Demócratas Liberales (HNS-LD). Sin embargo, la decisión de ingresar al gobierno con el HDZ, tomada por el organismo central del HNS-LD, fue bastante inesperada y, por lo tanto, creó inmediatamente una división dentro del HNS-LD. Es decir, solo cinco de los nueve parlamentarios del partido decidieron apoyar a la coalición recién formada, mientras que los cuatro restantes (incluida la expresidenta del partido, Vesna Pusić) optaron por formar un nuevo partido político, llamado Alianza Cívico-Liberal (GLAS), y permanecer en la oposición.
En mayo de 2020, los soberanos nacional-conservadores croatas (incluidos los partidos: Partido Conservador Croata y Crecimiento croata) anunciaron una lista electoral con el Movimiento por la Patria, liderado por Miroslav Škoro, en las próximas elecciones. En El SDP de centroizquierda se presentó en la "Coalición Popular" con el Partido Campesino Croata (HSS), el Partido Croata de Pensionistas (HSU) de centroizquierda, el GLAS y el POWER – Partido de Compromiso Popular y Cívico (SNAGA) en las próximas elecciones. Mientras tanto Cambiemos Croacia (PH) y el partido Escudo Humano (ŽZ) anuncian una lista electoral común antes de las próximas elecciones al parlamento nacional.

## Sistema electoral
Los 151 miembros del Parlamento croata son elegidos de 10 distritos geográficos y dos distritos electorales especiales:
- Se eligen 140 escaños en diez distritos electorales geográficos de 14 escaños (distritos electorales 1º a 10º) por representación proporcional de lista abierta (utilizando un umbral electoral del 5%) con escaños asignados utilizando el método d'Hondt.
- Se eligen 3 escaños en un distrito electoral especial (11º Distrito Electoral) para ciudadanos croatas y personas de ascendencia croata que viven en el extranjero.
- Se eligen 8 escaños de un distrito electoral para minorías étnicas nacionales (12º Distrito Electoral): 3 escaños para serbios, 1 escaño para italianos, 1 escaño para húngaros, 1 escaño para checos y eslovacos, 1 escaño para albaneses, bosnios, macedonios, montenegrinos y eslovenos y 1 asiento para austriacos, búlgaros, alemanes, judíos, polacos, romaníes, rumanos, rusos, rusos, turcos, ucranianos y valacos.

## Encuestas de opinión
- Encuestas de opinión sobre las Elecciones parlamentarias de Croacia de 2020

## Resultados
El HDZ gobernante obtuvo una victoria inesperada sobre la Coalición Popular, que previamente había liderado las encuestas de opinión durante varias semanas antes de las elecciones. El HDZ probablemente recibió un impulso debido a la aprobación pública sobre su manejo de la pandemia de COVID-19. La pandemia también causó que la participación electoral fuera la más baja desde las primeras elecciones democráticas en 1990, con la participación de menos de la mitad de los votantes registrados.
|  | 37.26 % |

|  | 24.87 % |

|  | 10.89 % |

|  | 7.39 % |

|  | 6.99 % |

|  | 3.98 % |

|  | 2.26 % |

|  | 1.30 % |

|  | 1.01 % |

|  | 3.99 % |

|  | 97.73 % |

|  | 2.27 % |

|  | 100.00 % |

|  | 46.44 % |

## Consecuencias
Al reconocer la derrota de su partido en las elecciones legislativas, Davor Bernardić dejó el cargo de líder de los socialdemócratas.
El 6 de julio de 2020, el líder de la HDZ Andrej Plenković anunció que había recabado el apoyo de los 76 diputados necesarios para formar un gobierno, luego de las negociaciones de coalición. Anunció que había recibido el apoyo de su partido y sus aliados, el HNS - LD, el NS-R y los 8 representantes de las minorías nacionales.